# We Are Ready
是2008年北京奧運會組委會在2007年8月為迎合奧運會倒數一周年而製作的歌曲。
主題歌曲的名字為「We Are Ready」，中文意思就是「我們已作好準備」，加上以英文作歌名亦特顯出向世界宣告的意義，表示主辦單位已對於準備好奧運會的來臨。歌曲將於中國及世界各地播放。
這次的合唱歌曲邀請了來自香港、中國大陸、台灣三個地方133位歌手，香港方面有譚詠麟、李克勤、陳奕迅、梁詠琪及容祖兒，中國大陸方面有黃曉明、李宇春及周筆暢等，而台灣方面則有蕭亞軒、游鴻明及黃大煒等，有指這是20多年來參加歌手最多的一次大合唱。
製作這首歌曲的包括有统筹李再唐，作曲的金培達及填詞的陳少琪，他們三人早前已合作過香港特別行政區成立十周年紀念的主題曲《始終有你》。三人稱只用了18小時就完成曲詞，而特別之處是统筹李再唐提議加插了永樂大鐘的鐘聲作為前奏，增加了歌曲的中國色彩。
2007年，中國第一顆探月衛星嫦娥一號中，也特別選用這首歌曲搭載。
到了2008年，香港電台獲2008年北京奧運會組委會授權，在同年1月1日和25日製作並發佈了這首歌的英文版本和粵語版本。

## 词曲作者
作曲：金培达 作词：陈少琪 

## 演唱歌手
官方版本演唱歌手如下：

谭咏麟、李克勤、陈奕迅、萧亚轩、容祖儿、黄大炜、梁咏琪、游鸿明、柯以敏、孙悦、黄晓明、汪峰、成方圆、蔡国庆、朴树、胡彦斌、小柯、周笔畅、李宇春、张靓颖、杭天琪、庞龙、纪敏佳、李慧珍、尹相杰、冯晓泉、曾格格、吴彤、罗中旭、郭蓉、汪正正、峦树、陈红、林萍、魏金栋、韦嘉、熊汝霖、海鸣威、尚雯婕、乔任梁、邵雨涵、关喆、李健、黄琦雯、杨臣刚、李汶、李殊、衡越、李延亮、浩天、谭维维、厉娜、刘嘉亮、侯旭、王强、胡杨林、师鹏、无极生、马天宇、誓言、严当当、胡维纳、亚民、傅莉珊、胡力、王莹菲、麦穗、董路、徐立、湘海、梅琳、韩晶、红霞、萨仁呼、周奇奇、董成鹏、齐峰、雪莲三姐妹、蚂蚁组合、花儿乐队、天山雪莲、和平组合、蝌蚪组合、风云组合、吉祥三宝、子曰乐队、零点乐队、中国辣妹、东来东往、凤凰传奇、丁香晓晓、水木年华、扎西顿珠、便利商店乐队、牛奶咖啡组合
英文版本演唱歌手如下︰
李克勤、陈奕迅、容祖儿、梁咏琪、汪峰、周筆暢、蕭亞軒、Twins
廣東話版本演唱歌手如下︰
謝霆鋒、香港兒童合唱團

## 参看
- 北京欢迎你
- 北京2008年奥运会歌曲专辑

## 外部連結
- We Are Ready （页面存档备份，存于）
- 北京奧運會倒計時一週年主題曲《we are ready》，北京2008年第29屆奧運會官方網站
- We Are Ready (2008 Beijing Olympics Theme Song) （页面存档备份，存于），YouTube
- Theme Song for Beijing Olympic 1 Yr Countdown - We are Ready （页面存档备份，存于），YouTube
- 周筆暢070808天安門倒計時一週年晚會演唱WE ARE READY （页面存档备份，存于），YouTube
- 奧運風采 香港電台 - We are ready（原裝普通話版本）Archive.today的存檔，存档日期2012-12-18
- 奧運風采 香港電台 - We are ready（英文版本）Archive.today的存檔，存档日期2012-12-18
- 奧運風采 香港電台 - We are ready（粵語版本）（页面存档备份，存于）